# クラブ・リベルタ
クラブ・リベルタ（スペイン語: Club Libertad）は、パラグアイの首都アスンシオンのトゥジュクア地区に本拠地を置くスポーツクラブである。

## 概要
サッカーチームはパラグアイで3番目に大きな成功を収めているクラブであるが、常にオリンピア、セロ・ポルテーニョの2大クラブの陰に隠れている。

## 歴史
1905年7月30日創設。
1910年にプリメーラ・ディビシオンで初優勝した。2006年シーズン、2007年シーズン、2008アペルトゥーラ、2008クラウスーラで4シーズン連続優勝を果たした。
コパ・リベルタドーレスでは、1977年と2006年にベスト4に進出、2007年、2010年、2011年、2012年にベスト8進出している。

## タイトル
- プリメーラ・ディビシオン：25回

1910, 1917, 1920, 1930, 1943, 1945, 1955, 1976, 2002, 2003, 2006アペルトゥーラ, 2007クラウスーラ, 2008アペルトゥーラ, 2008クラウスーラ, 2010クラウスーラ, 2012クラウスーラ, 2014アペルトゥーラ, 2014クラウスーラ, 2016アペルトゥーラ, 2017アペルトゥーラ, 2021アペルトゥーラ, 2022アペルトゥーラ, 2023アペルトゥーラ, 2023クラウスーラ, 2024アペルトゥーラ
- ディビシオン・インテルメディア：1回

2000

## 現所属メンバー
2025年2月22日現在
注：選手の国籍表記はFIFAの定めた代表資格ルールに基づく。
| No. | Pos. |              | 選手名                      |
| --- | ---- | ------------ | --------------------------- |
| 1   | GK   | ウルグアイ   | マルティン・シルバ (副主将) |
| 2   | DF   | パラグアイ   | イバン・ラミレス            |
| 3   | DF   | ウルグアイ   | マルティン・カセレス        |
| 4   | DF   | パラグアイ   | ネストル・ヒメネス          |
| 5   | DF   | パラグアイ   | ディエゴ・ビエラ            |
| 6   | MF   | パラグアイ   | アルバロ・カンプサーノ      |
| 7   | FW   | パラグアイ   | オスカル・カルドソ ()       |
| 8   | FW   | パラグアイ   | ロドルフォ・ガマーラ        |
| 9   | FW   | パラグアイ   | グスタボ・アギラール        |
| 10  | FW   | パラグアイ   | ロレンソ・メルガレホ        |
| 11  | MF   | アルゼンチン | マルセロ・カニェーテ        |
| 12  | GK   | パラグアイ   | ロドリゴ・モリニゴ          |
| 13  | DF   | パラグアイ   | アンヘル・イバーラ          |
| 14  | DF   | パラグアイ   | ルイス・カルドソ            |
| 15  | MF   | パラグアイ   | アンヘル・カルドソ・ルセナ  |

| No. | Pos. |            | 選手名                   |
| --- | ---- | ---------- | ------------------------ |
| 17  | DF   | パラグアイ | マティアス・エスピノーサ |
| 18  | FW   | パラグアイ | イバン・フランコ         |
| 20  | FW   | パラグアイ | アドリアン・アルカラス   |
| 21  | MF   | パラグアイ | ルーカス・サナブリア     |
| 22  | MF   | パラグアイ | ウーゴ・マルティネス     |
| 23  | MF   | パラグアイ | ダニーロ・サンタクルス   |
| 24  | FW   | パラグアイ | ロケ・サンタ・クルス     |
| 25  | GK   | パラグアイ | アンヘル・ゴンサレス     |
| 26  | MF   | パラグアイ | エルネスト・カバジェロ   |
| 27  | DF   | パラグアイ | ミゲル・ジャケ           |
| 28  | FW   | パラグアイ | マルセロ・フェルナンデス |
| 31  | DF   | ベネズエラ | トーマス・グティエレス   |
| 32  | DF   | パラグアイ | アレクシス・フレテス     |
| 34  | DF   | パラグアイ | サンティアゴ・デルバジェ |
| 35  | FW   | パラグアイ | ロドリゴ・ビジャルバ     |

## 歴代監督
- ヘラルド・マルティーノ 2002-2003
- オスバルド・ピアッツァ 2003
- カルロス・ハラ・サギエール 2004
- ヘラルド・マルティーノ 2005-2006
- セルヒオ・マルカリアン 2005-2007
- ルベン・イスラエル 2007-2008
- ハビエル・トレンテ 2009-2010
- グレゴリオ・ペレス 2010-2011[4]
- ホルヘ・ブルチャガ 2011-2012[5][6]
- ルベン・イスラエル 2012-2013[5][7]
- ペドロ・サラビア (2013-2016)[7]
- フェルナンド・フベロ (2016-2017)[8]
- アルド・ボバディージャ (2017-2018)[9][10]

## 歴代所属選手
- ダニエル・サナブリア 2001-2004
- フランシスコ・アルセ 2004–2005
- ギド・アルバレンガ 2002
- フスト・ビジャール 2001-2004
- カルロス・ボネット 2002-2012
- ビクトル・カセレス 2006-2012